# هارمونیک

برآمدگی‌های یک رشته مرتعش، هارمونیک‌ها هستند.

به هر یک از اعضای سری‌های هارمونیک، که سری‌های نامتناهی واگرا هستند، هارمونیک، هماهنگ یا همساز می‌گویند. نامش از مفهوم فرازنواخت‌ها یا هارمونیک‌ها در سازهای موسیقی می‌آید: طول موج‌های فرازنواخت‌های ستونی از هوا (مانند آن چه در توبا است) یا رشته‌ای (زهی) مورد ارتعاش، از طول موج بنیادین آن ستون هوا یا رشته (زه) مشتق شده‌اند.